# Faccombe
Faccombe est une paroisse civile et un village du Hampshire, en Angleterre.